# Mood (Robert-Glasper-Album)
Mood ist das Debüt-Album des amerikanischen Jazz-Pianisten Robert Glasper, das er in seinem Trio mit Bob Hurst am Bass und Damion Reid am Schlagzeug aufgenommen hat. Die Platte wurde am 16. November 2004 von Fresh Sound New Talent veröffentlicht.

## Hintergrund
Nachdem er mit Jazzgrößen wie Christian McBride, Terence Blanchard und Roy Hargrove aufgetreten war, veröffentlichte Glasper 2004 sein erstes Album Mood. Das Album enthält neun Titel, von denen sechs von Glasper geschrieben wurden. Es enthält drei Coverversionen von Jazzstandards wie Herbie Hancocks „Maiden Voyage“ und Irving Berlins „Blue Skies“ und Gastauftritte des Sängers Bilal. Das Album kam sehr gut an und überzeugte Blue Note, Glasper unter Vertrag zu nehmen.

## Titelliste
1. Maiden Voyage (Herbie Hancock) 5:11
2. Lil Tipsy 9:21
3. Alone Together (Arthur Schwartz/Howard Dietz) 10:08
4. Mood 9:48
5. Don’t Close Your Eyes 5:12
6. Blue Skies (Irving Berlin) 9:28
7. Interlude 2:16
8. In Passing 8:42
9. L.N.K Blues 7:45

Sofern nicht anders vermerkt, stammen die Kompositionen von Robert Glasper

## Rezeption
Für Michael G. Nastos von AllMusic zeigt Mood Glaspers „immenses Talent in voller Stärke als legitime, originelle Stimme des modernen Jazz.“ Die meisten Stücke seien in Trio-Besetzung, was seiner Neigung zur Improvisation sehr entgegenkomme und auf die Hip-Hop-Rhythmen seiner Generation anspiele. Höhepunkt des Albums sei seine äußerst virtuose Interpretation von „Blue Skies“. „Alles in allem ein gelungenes Erstlingswerk mit viel Potenzial. In gewisser Weise erfindet Glasper die Ästhetik des Klaviertrios neu, und die Zeit wird zeigen, ob es sich gut trägt und weiterentwickelt.“
All About Jazz kommentierte: „Insgesamt ist dies eine schöne, wenn auch nicht ganz herausragende Platte. Diejenigen, die Glasper bereits live oder auf Platte gehört haben - auf Mark Whitfields Raw ist er besonders gut -, werden diesen würdigen ersten Auftritt des jungen Pianisten begrüßen. Und für diejenigen, die Glasper noch nicht kennen, gibt es eine Menge jüngerer Pianisten, die noch besser sein könnten. Mr. Glasper wird noch lange ein gefragter Sideman und Aufnahmekünstler sein.“